# Silbersee (Ober-Ramstadt)
Der  Silbersee ist ein kleines Stillgewässer in der Gemeinde Ober-Ramstadt im Landkreis Darmstadt-Dieburg in Hessen..

## Geographie
Der Silbersee ist circa 35 m lang und maximal circa 20 m breit, seine Wasserfläche beträgt circa 0,05 ha.